# اتیدیوم بروماید
اتیدیوم بروماید معمولاً به عنوان یک نشانه غیر رادیواکتیو برای شناسایی و مشاهده نوارهای اسیدهای نوکلئیک در الکتروفورز یا سایر روش‌های جداسازی اسیدهای نوکلئیک به کار می‌رود. اتیدیوم بروماید یک ماده جامد غیر فرار کمی محلول در آب و به رنگ قرمز تیره می‌باشد که در مقابل نور فرابنفش به رنگ قهوه‌ای مایل به قرمز در می‌آید. گرچه استفاده از اتیدیوم بروماید برای شناسایی اسیدهای نوکلئیک یک ماده مؤثر است اما به علت خطرناک بودن نیاز به یک ایمنی مخصوص در هنگام استفاده دارد. اتیدیوم بروماید یک ماده موتاژن قوی است و می‌تواند باعث ایجاد صدمه ژنتیکی شود و بعد از تماس باعث ایجاد سمیت شود. اتیدیوم بروماید از طریق پوست می‌تواند جذب شود و به همین دلیل اجتناب از هر گونه تماس مستقیم با این ماده شیمیایی لازم است. اتیدیوم بروماید یک محرک پوست – چشم و دهان و مجاری تنفسی است و این ماده باید از موادی که اکسیداسیون قوی هستند دور نگه داشته شود همچنین باید در مکان سرد و خشک و در ظروفی که کاملاً در آن بسته می‌شود، نگهداری شوند.